# Papiro 112
O Papiro 112 ({\displaystyle {\mathfrak {P}}}112) é um antigo papiro do Novo Testamento que contém fragmentos dos  capítulos vinte e seis e vinte e sete dos Actos dos Apóstolos (26:31-32; 27:6-7).